# Юниорская сборная Литвы по хоккею с шайбой
Юниорская сборная Литвы по хоккею с шайбой — сборная, представляющая Литву на чемпионате мира среди юношеских команд.

## Результаты выступлений
- 1994 — 23 место — 7 место в группе С чемпионата Европы
- 1995 — 23 место — 1 место в группе С2 чемпионата Европы
- 1996 — 22 место — 6 место в группе С чемпионата Европы
- 1997 — 23 место — 6 место в группе С чемпионата Европы
- 1998 — 19 место — 3 место в группе С чемпионата Европы
- 1999 — 21 место — 3 место в 1-м дивизионе
- 2000 — 24 место — 6 место в 1-м дивизионе
- 2001 — 26 место — 8 место во 2-м дивизионе
- 2002 — 33 место — 6 место в 3-м дивизионе
- 2003 — 33 место — 5 место во 2-м дивизионе
- 2004 — 32 место — 4 место во 2-м дивизионе
- 2005 — 30 место — 2 место во 2-м дивизионе
- 2006 — 30 место — 2 место во 2-м дивизионе
- 2007 — 29 место — 1 место во 2-м дивизионе
- 2008 — 16 место — 3 место в 1-м дивизионе в группе А
- 2009 — 33 место — 5 место в 1-м дивизионе в группе А
- 2010 — 22 место — 6 место в 1-м дивизионе в группе В
- 2011 — 28 место — 3 место во 2-м дивизионе в группе В
- 2012 — 25 место — 3 место в группе A 2-го дивизиона
- 2013 — 27 место — 5 место в группе A 2-го дивизиона
- 2014 — 23 место — 1 место в группе A 2-го дивизиона
- 2015 — 22 место — 6 место в группе B 1-го дивизиона
- 2016 — 25 место — 3 место в группе A 2-го дивизиона
- 2017 — 25 место — 3 место в группе A 2-го дивизиона
- 2018 — 24 место — 2 место в группе A 2-го дивизиона
- 2019 — 24 место — 2 место в группе A 2-го дивизиона